# 정대운
정대운(1966년 2월 25일 ~ )은 대한민국의 정치인이다.

## 학력
- 무안몽탄초등학교
- 무안몽탄중학교
- 무안고등학교
- 초당대학교 경찰행정학과 졸업
- 경기대학교 교육대학원 교육학 석사

## 경력
- (사)대한청소년육성회(전)지회장
- 2010.07 ~ 2014.06 : 제8대 경기도의회 의원
- 2014.07 ~ 2018.06 : 제9대 경기도의회 의원
- 2018.07 ~ 2022.06 : 제10대 경기도의회 의원
- 2024.06 ~ : 새미래민주당 경기도당 광명시 갑 지역위원회 위원장

## 역대 선거 결과
|  | 22.57% |

|  | 57.07% |

|  | 56.75% |

|  | 71.62% |

|  | 9.25% |